# Церковь Спаса на Ковалёве
Це́рковь Спа́са Преображе́ния на Ковалёве — недействующий православный храм рядом с Великим Новгородом, бывший собор Ковалёва (Спасского) монастыря — одного из небольших пригородных новгородских монастырей, существовавших на пожертвования от богатых и знатных людей города. Построена по заказу боярина Онцифора Жабина в 1345 году.

## История и архитектура

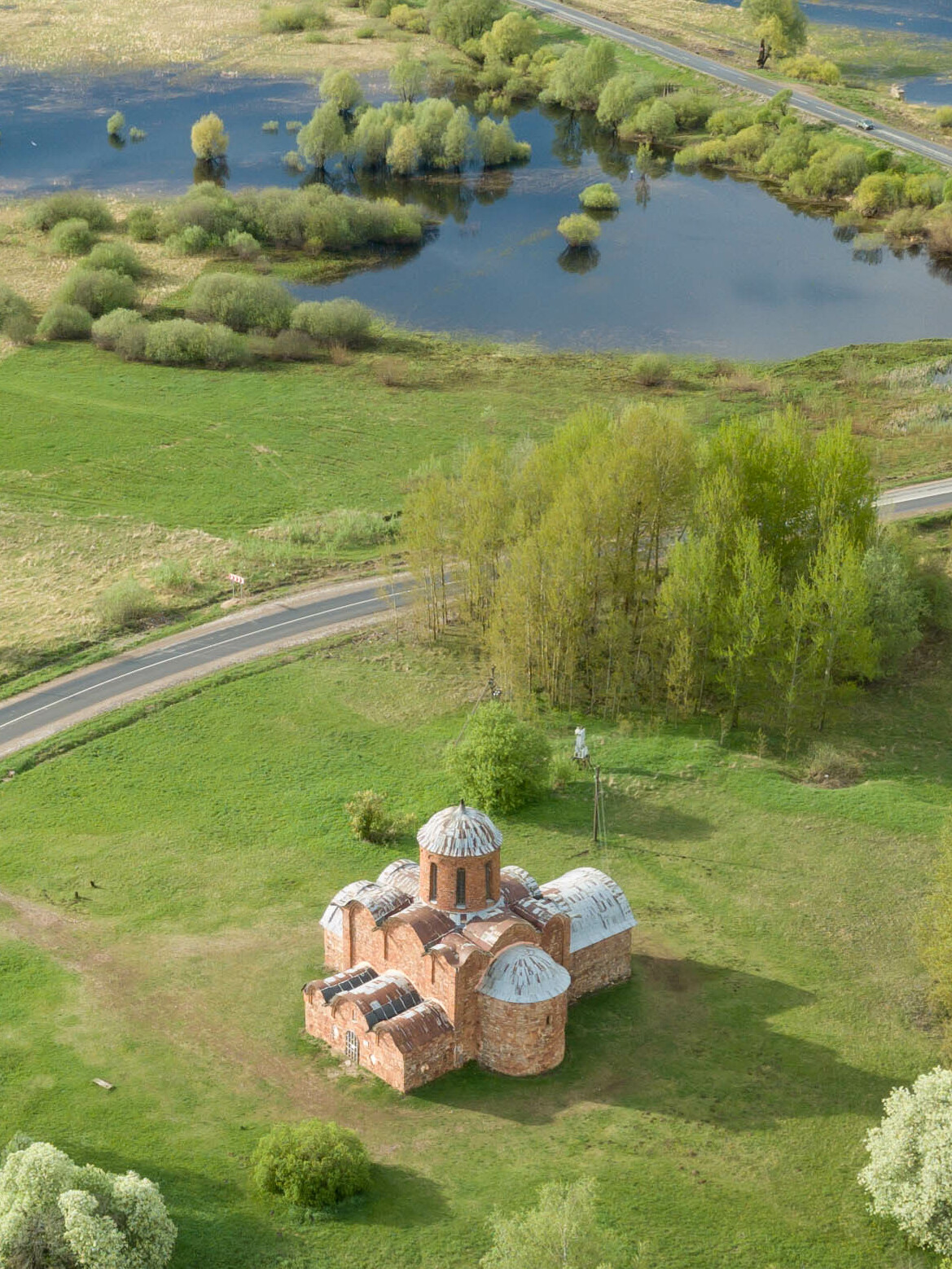
Вид на церковь и колокольню с дрона, 2021 год

Построена по заказу боярина Онцифора Жабина в 1345 году.
Одноглавый четырёхстолпный храм с позакомарным покрытием (характерным для более раннего периода) и угловыми лопатками. Одноапсидный, с боковыми приделами, в одном из которых — родовая усыпальница Жабиных. Это несколько более поздний придел (предположительно, начала XIV века), в стены которого вложены каменные кресты — по-видимому, дар ктиторов.
Спасский монастырь на Ковалёве просуществовал до 1764 года, вплоть до секуляризационной реформы Екатерины II. Церковь продолжала действовать вплоть до XX века. В 1920 годах под руководством Николая Сычева была проведена фотосъемка и составлена схема росписи храма. При раскопках Государственной Академии истории материальной культуры (ГАИМК) 1934 года под руководством Михаила Каргера в южном притворе были обнаружены погребения.
В годы Великой Отечественной войны храм был разрушен до высоты в 5 метров. По официальной версии, храм был выбран Советской армией в качестве опорной точки обороны Советской армии и, как все подобные точки, упорно обстреливался противником до вхождения Советской армии в Новгород. В 1970—1974 годах по проекту Леонида Красноречьева была поставлена новая церковь, включившая в себя сохранившиеся части древних стен.

## Фрески
Церковь Спаса на Ковалёве была расписана в 1380 году, о чём свидетельствует надпись, оставленная на западной стене. Эта же надпись информирует, что роспись была выполнена при архиепископе Алексее, по заказу боярина Афанасия Степановича и его жены Марии. Расчистка фресок была начата в 1910-х годах, а закончена уже в советский период Н. П. Сычёвым — реставратором «старой» школы (впоследствии репрессированным). Тогда же была произведена фотодокументация имевшихся фресок. Уже в описываемый период отдельные части стенописи были утрачены.
В послевоенное время одним из инициаторов восстановления фресок стал Виктор Лазарев.
Первые работы по разбору руин начались в 1962 году. Усилиями реставраторов Александра Петровича и Валентины Борисовны Грековых и археологическими раскопками начавшимся в 1965 году, удалось восстановить значительную часть первоначальной росписи собора.
Фрескам церкви Спаса Преображения на Ковалеве посвящена одна и серий документальных видеофильмов из цикла о граффити в новгородских храмах, созданных под эгидой Президентской библиотеки имени Б. Н. Ельцина и Новгородского музея-заповедника.

## Галерея

### Наружное убранство

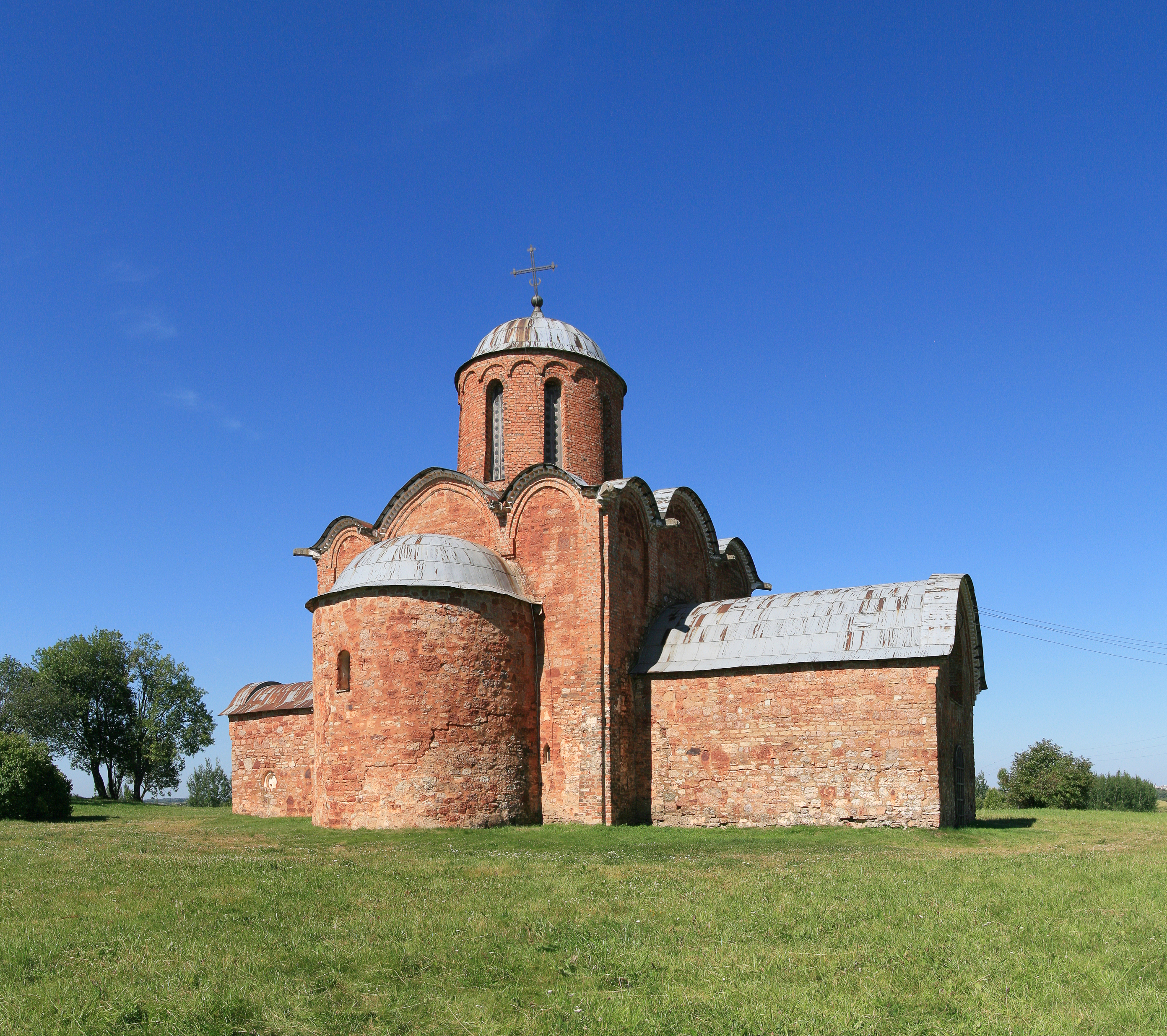
Общий вид
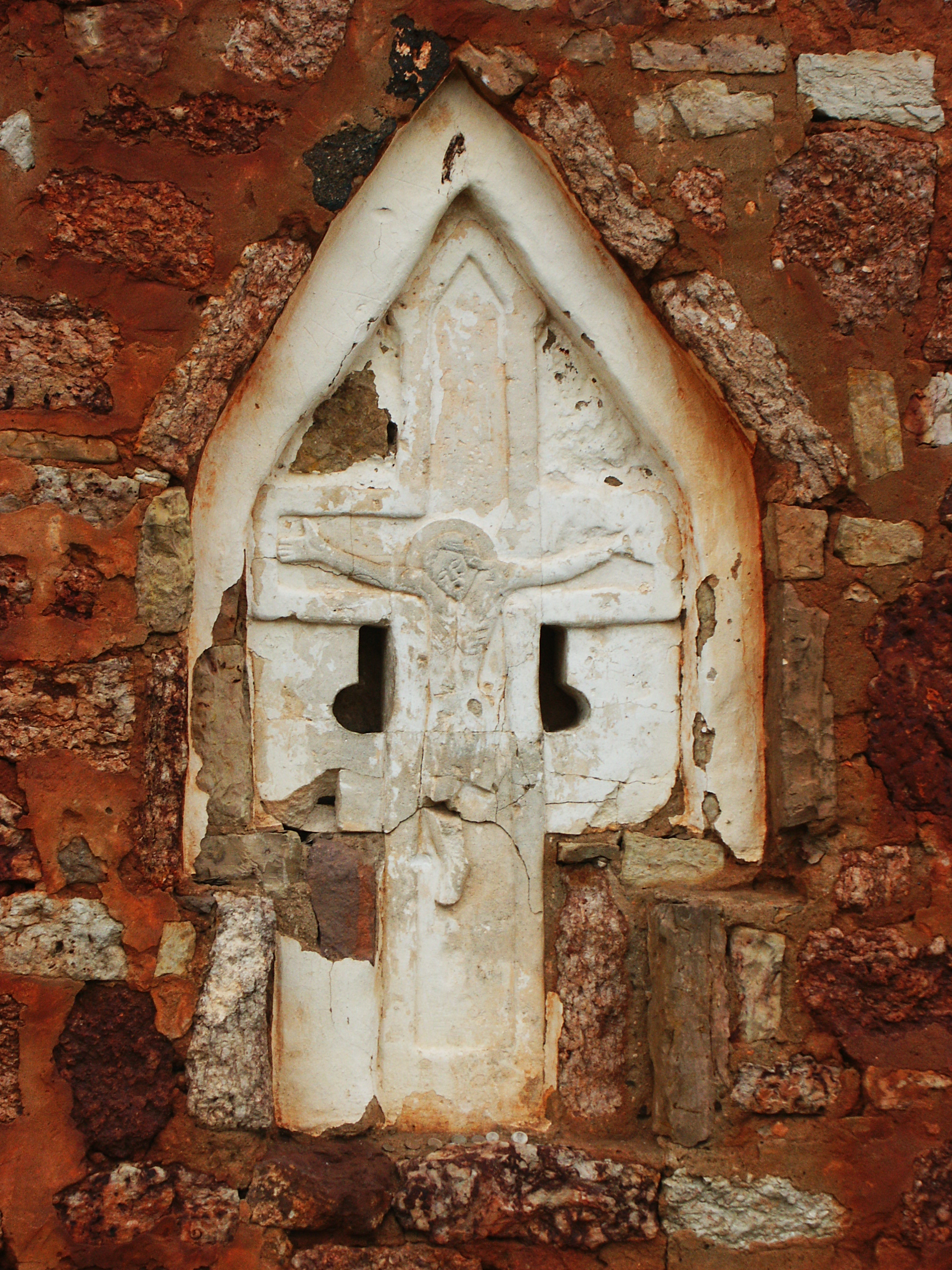
Каменный крест в стене южного придела

### Фрески

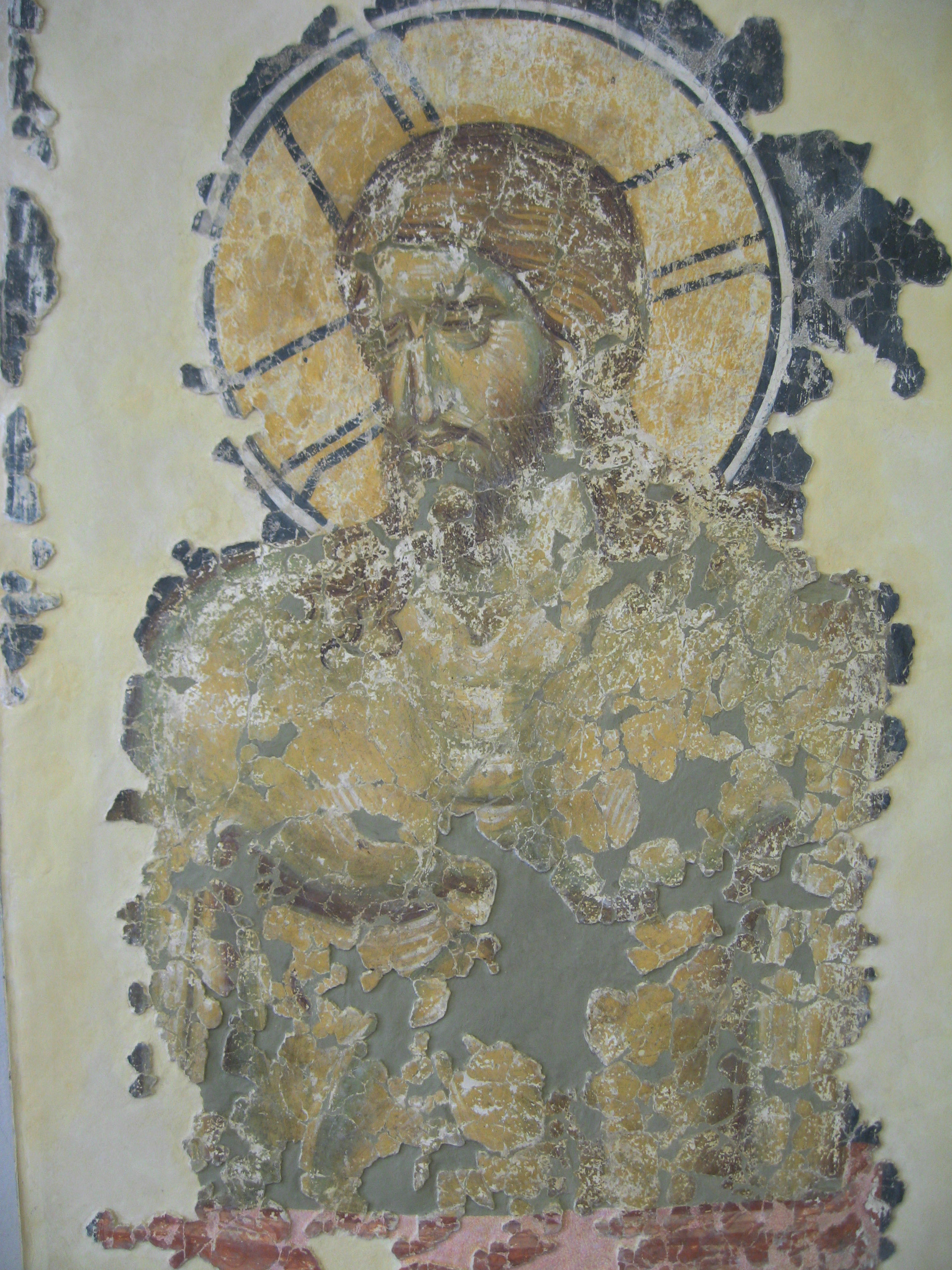
«Не рыдай Мене, Мати»
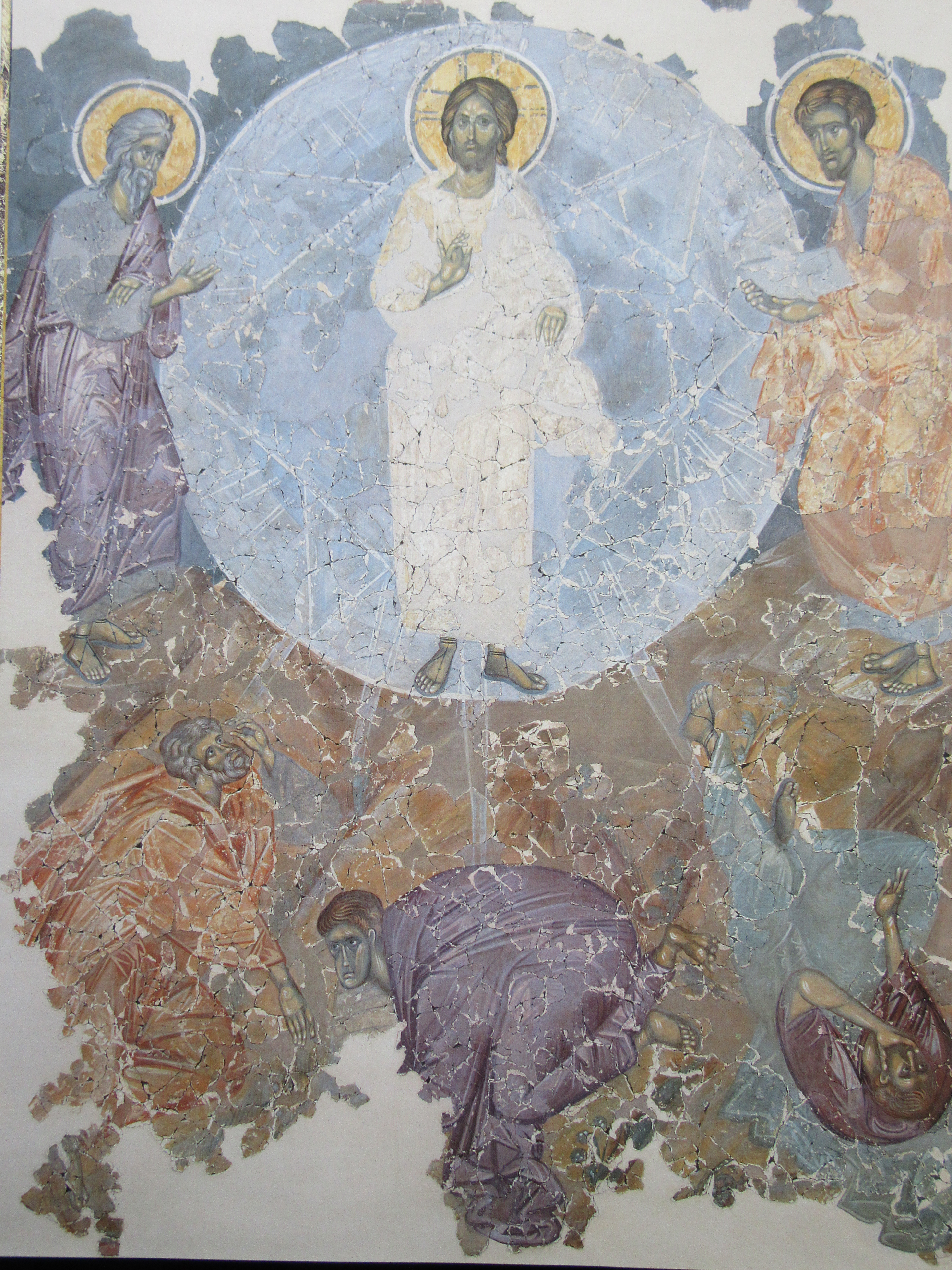
«Преображение»
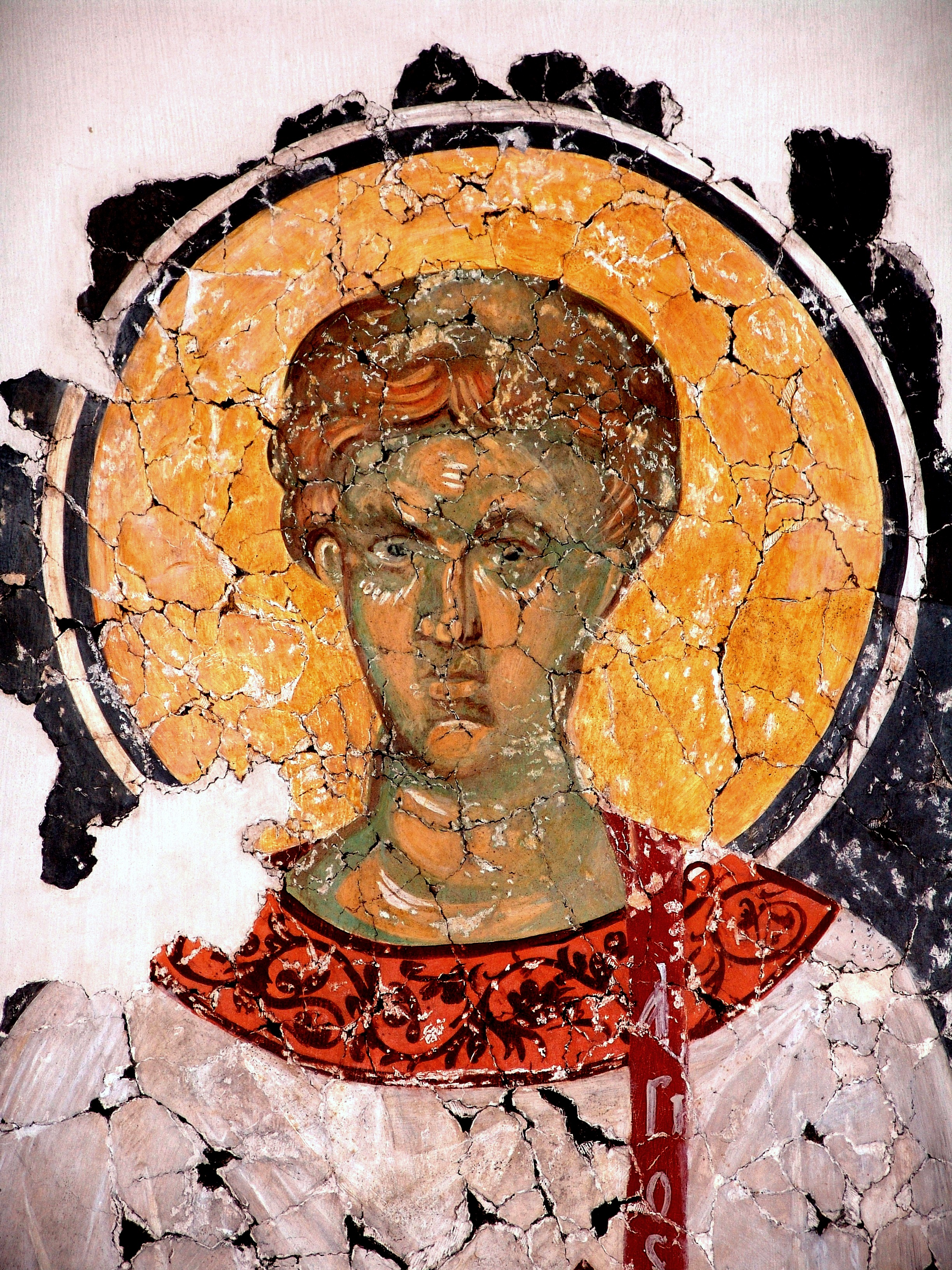
«Стефан Первомученик»
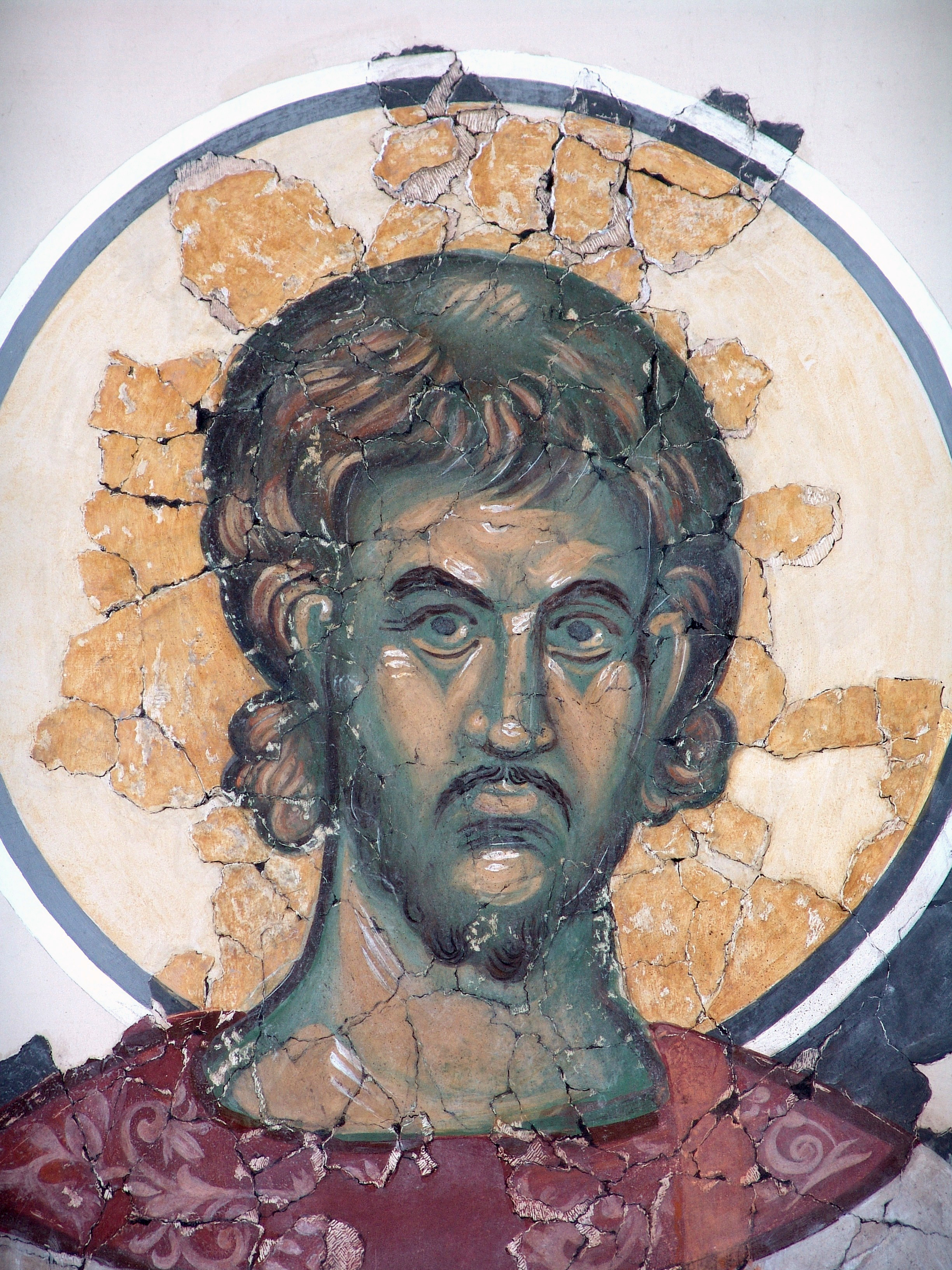
«Евпл Катанский»